# Heidi Grundmann
Heidi Grundmann (* 18. Juli 1938 in Innsbruck) ist eine österreichische Hörfunkjournalistin. Als Kulturredakteurin und Kunstkritikerin beim Ö1 war sie an der Entwicklung und Realisierung von zahlreichen innovativen Radiokunst-Projekten beteiligt. 1987 rief sie die wöchentliche Sendung „Kunstradio – Radiokunst“ im ORF-Kulturkanal Österreich 1 ins Leben, die bis heute Radio-Arbeiten von internationalen Künstlern produziert und sendet.

## Leben und Wirken
Heidi Grundmann studierte Psychologie und spielte nebenher Theater in der Innsbrucker Gruppe Theater im Zentrum 107. Dort lernte sie einige ORF-Mitarbeiter des Studio Tirols kennen. 1963 wurde sie Sprecherin beim ORF Radio Wien. Damit hatte sich für Grundmann ein früher Wunsch erfüllt. 1967 zog sie nach London, um für den deutschen Dienst der BBC zu arbeiten. 1969 kam sie nach Österreich zurück und wurde 1972 als Kultur-Redakteurin beim Ö1 angestellt.
Im Jahr 1976 gründete sie die Sendung „Kunst heute“, die der internationalen Gegenwartskunst gewidmet war. Im Jahr 1987 entstand hieraus die Sendung „Kunstradio – Radiokunst“, die Grundmann bis 1998 leitete. Dabei setzte sie die innovative Idee durch, erstmals nicht nur über Kunst im Radio zu berichten, sondern Künstler konnten die Sendezeit direkt nutzen und das Medium selbst als Kunstmittel definieren. Das „Kunstradio“ stellte in 25 Jahren mehr als tausend österreichischen und internationalen Künstlern Sendeplatz und technische Mittel zur Verfügung. Dabei arbeitet die Redaktion bis heute mit Künstlern aus Bildender Kunst, Literatur, Medienkunst, Musik, Performancekunst, Netzkunst, Kunstinstitutionen, Festivals, Museen zusammen.
In den siebziger Jahren war Grundmann in den USA, Australien und Kanada einer Gruppe von Künstlern begegnet, die sich Radio Artists (Radiokünstler) nannten. Sie setzten sich mit dem virtuellen Raum der neuen elektronischen Kommunikations-Medien auseinander. Zu ihnen gehörte auch ihr späterer Mann, der kanadische Medienkünstler und Kommunikationspionier Robert Adrian X, Gründer von ARTEX, der von Anfang an die Sendung Kunstradio mitprägte und das Programm 1995 auch online brachte.
Seit den frühen 1980er Jahren kuratiert Grundmann immer wieder Ausstellungen, so 1985 den Videoteil der Ausstellung Kunst mit Eigen-Sinn – Aktuelle Kunst von Frauen Texte und Dokumentation im Museum des 20. Jahrhunderts in Wien; 1994 Zeitgleich in der Kunsthalle Tirol und 2008 Art on Air – Radiokunst im Wandel im Weserburg Museum für moderne Kunst, Bremen. Seit 1984 organisierte und leitete Grundmann eine Reihe von internationalen Symposien und Konferenzen. Sie ist Herausgeberin von diversen Publikationen, hält Vorträge und schreibt Beiträge zu Zeitschriften und Sammelbänden.
Heidi Grundmann lebt in Wien.

## Rezeption
Der Musikwissenschaftler Golo Föllmer hebt in seiner Rezension zu dem von ihr 2008  mitherausgegebenem Band Re-inventing Radio. Aspects of Radio as Art das von Grundmann konzipierte neue Format des Kunstradio –- Radiokunst als „Wiener Kunstradio“ hervor, ein konzeptioneller Rahmen, der auch von anderen Sendern, z. B. in Kanada, übernommen wurde. Diesen Wiener Kunstradio-Begriff definiert Robert Adrian darüber, „dass sich Radio nicht im Sendestudio, sondern am Ort seines Empfangs ereignet, wo es sich im alltäglichen Kontext mit anderen Klängen vermischt.“ Der Wert von Radiokunst bestehe nicht in der Übermittlung einer werkimmanenten Bedeutung, sondern von der prozessualen Emergenz von Bedeutung beim Hörer, nach Tetsuo Kogawa (Radio art) nicht als Sender-Empfänger-Modell, sondern Radiokunst als 'Re-Kopplung'. Die umfassende Anthologie Re-inventing Radio enthält Schlüsseltexte, Aussagen neuerer Radiokünstler und -künstlerinnen zum Radiokunstbegriff, medienarchäologische Materialien und stellt „Bezüge der Radiokunst zu Konzept- und Performance-Kunst“ her.
2012 würdigte die Ausstellung „Über das Radio hinaus – 25 Jahre Kunstradio-Radiokunst“ im Weserburg Museum das von Heidi Grundmann begründete „Kunstradio“.

## Auszeichnungen
- 1983 Kritikerpreis der Galerien für ihre Sendung „Kunst heute“[12]
- 1998 Andreas-Reischek-Ring[13]
- 2000 Preis der Werkstadt Graz[14]

## Schriften
- Ein anderer Raum. Sound als Medium der bildenden Kunst. In: Sabine Breitwieser (Hrsg.): Re-Play. Anfänge internationaler Medienkunst in Österreich. (Ausstellungskatalog). Wien 2000.[15]

Herausgeberschaften
- On the air. Kunst im öffentlichen Raum. Transit, Innsbruck 1993.
- Transit_1hn#2. Materialien zu einer Kunst im elektronischen Raum. Triton, Wien 1993, ISBN 3-901310-07-X.
- Sound drifting. I Silenzi Parlando Tra Loro. (Buch und zwei CDs) Triton, Wien 2000, ISBN 3-85486-082-X.
- Re-inventing Radio. Aspects of radio as art. Revolver, Frankfurt, Main 2008, ISBN 978-3-86588-453-4.